# Pseudomops gloriosus
Pseudomops gloriosus es una especie de cucaracha del género Pseudomops, familia Ectobiidae. Fue descrita científicamente por Hebard en 1920.
Habita en Panamá.